# NUSAP1
NUSAP1 (англ. Nucleolar and spindle associated protein 1) – білок, який кодується однойменним геном, розташованим у людей на 15-й хромосомі. Довжина поліпептидного ланцюга білка становить 441 амінокислот, а молекулярна маса — 49 452.
| 10         |  | 20         |  | 30         |  | 40         |  | 50         |
| ---------- |  | ---------- |  | ---------- |  | ---------- |  | ---------- |
| MIIPSLEELD |  | SLKYSDLQNL |  | AKSLGLRANL |  | RATKLLKALK |  | GYIKHEARKG |
| NENQDESQTS |  | ASSCDETEIQ |  | ISNQEEAERQ |  | PLGHVTKTRR |  | RCKTVRVDPD |
| SQQNHSEIKI |  | SNPTEFQNHE |  | KQESQDLRAT |  | AKVPSPPDEH |  | QEAENAVSSG |
| NRDSKVPSEG |  | KKSLYTDESS |  | KPGKNKRTAI |  | TTPNFKKLHE |  | AHFKEMESID |
| QYIERKKKHF |  | EEHNSMNELK |  | QQPINKGGVR |  | TPVPPRGRLS |  | VASTPISQRR |
| SQGRSCGPAS |  | QSTLGLKGSL |  | KRSAISAAKT |  | GVRFSAATKD |  | NEHKRSLTKT |
| PARKSAHVTV |  | SGGTPKGEAV |  | LGTHKLKTIT |  | GNSAAVITPF |  | KLTTEATQTP |
| VSNKKPVFDL |  | KASLSRPLNY |  | EPHKGKLKPW |  | GQSKENNYLN |  | QHVNRINFYK |
| KTYKQPHLQT |  | KEEQRKKREQ |  | ERKEKKAKVL |  | GMRRGLILAE |  | D          |

A: Аланін

C: Цистеїн

D: Аспарагінова кислота

E: Глутамінова кислота

F: Фенілаланін

G: Гліцин

H: Гістидин

I: Ізолейцин

K: Лізин

L: Лейцин

M: Метіонін

N: Аспарагін

P: Пролін

Q: Глутамін

R: Аргінін

S: Серин

T: Треонін

V: Валін

W: Триптофан

Кодований геном білок за функцією належить до фосфопротеїнів. 
Задіяний у таких біологічних процесах, як клітинний цикл, поділ клітини, мітоз, ацетилювання, альтернативний сплайсинг. 
Білок має сайт для зв'язування з ДНК. 
Локалізований у цитоплазмі, цитоскелеті, ядрі, хромосомах.